# Chromis opercularis
Chromis opercularis là một loài cá biển thuộc chi Chromis trong họ Cá thia. Loài này được mô tả lần đầu tiên vào năm 1867.

## Từ nguyên
Tính từ định danh opercularis trong tiếng Latinh có nghĩa là "ở nắp mang", hàm ý đề cập đến vệt đen dày phía sau nắp mang của loài cá này.

## Phạm vi phân bố và môi trường sống
Ở Tây Ấn Độ Dương, C. opercularis được phân bố dọc theo bờ biển Đông Phi trải dài đến Nam Phi, bao gồm Madagascar và Seychelles; còn ở phía đông, loài này được tìm thấy tại đảo Giáng Sinh và quần đảo Cocos (Keeling), cũng như các đảo phía tây Indonesia.
C. opercularis sống tập trung trên rạn viền bờ và trong các đầm phá ở độ sâu khoảng 4–40 m.

## Mô tả
C. opercularis có chiều dài cơ thể lớn nhất được ghi nhận là 17 cm. Cơ thể có màu xám bạc (cá con) đến nâu đồng (cá trưởng thành). Có một vạch đen trên nắp mang, một vệt đen dày hơn và sẫm màu hơn ở ngay sau đầu và băng xuống gốc vây ngực (đặc điểm giúp phân biệt với các loài có kiểu hình tương tự). Cuống đuôi thường ánh vàng; vây đuôi màu vàng nâu; riêng cá con có hai thùy đuôi là màu vàng tươi. Rìa sau của vây lưng và vây hậu môn trong mờ. Mống mắt có vòng vàng bao quanh đồng tử.
Số gai ở vây lưng: 13; Số tia vây ở vây lưng: 10–11; Số gai ở vây hậu môn: 2; Số tia vây ở vây hậu môn: 10–11; Số tia vây ở vây ngực: 18–20; Số gai ở vây bụng: 1; Số tia vây ở vây bụng: 5; Số vảy đường bên: 17–18; Số lược mang: 26–30.
Cá con của C. opercularis, Chromis xanthura và Chromis anadema đều có chung đặc điểm là hai thùy đuôi có màu vàng; riêng C. opercularis và C. xanthura có phạm vi chồng lấn lên nhau ở đảo Giáng Sinh và quần đảo Cocos (Keeling). C. opercularis được thay thế bởi loài Chromis torquata ở Réunion và Mauritius, một loài mà cá con cũng có kiểu hình như đã nói trên.

## Sinh thái học
Thức ăn của C. opercularis là động vật phù du, thường hợp thành đàn trên các rạn san hô. Cá đực có tập tính bảo vệ và chăm sóc trứng; trứng có độ dính và bám vào nền tổ.